# Судаков, Сергей Геннадьевич
Сергей Геннадьевич Судаков (род. 5 октября 1962) — российский военачальник. Генерал-майор (2005).

### Образование
- Выпускник Уссурийского суворовского военного училища.[1]
- 1980—1984 годы Дальневосточное высшее общевойсковое командное училище
- 1989—1992 годы Военная орденов Ленина и Октябрьской Революции, Краснознамённая, ордена Суворова академия им. М. В. Фрунзе
- 2002—2004 годы Военная ордена Ленина Краснознамённая ордена Суворова академия Генерального штаба Вооружённых Сил Российской Федерации

### На воинской службе
- Военную службу проходил в Южной группе советских войск в Венгрии на должностях командира взвода, роты. батальона.
- После окончания Военной академии имени М. В. Фрунзе служил в Дальневосточном военном округе на командных должностях.
- 2004—2006 годы командовал 131-й отдельной мотострелковой бригадой, дислоцированной в Майкопе.
- с 20 июня 2007 года — командир 19-й мотострелковой дивизии 58-й общевойсковой армии
- в 2008 году участвовал в войне России против Грузии.
- с 2013 года — начальник штаба, 1-й заместитель командующего войсками 2-й гвардейской общевойсковой армии (Самара)[2]
- C 2019 года военный комиссар Псковской области[3]

## Семья
- жена
- дети

## Знаки отличия
- Орден «За военные заслуги»
- Орден Дружбы
- Медаль ордена «За заслуги перед Отечеством» II степени
- Юбилейная медаль «70 лет Вооружённых Сил СССР»
- Медаль «За воинскую доблесть» I степени
- Медаль «За отличие в военной службе» I степени
- Медаль «За отличие в военной службе» II степени
- Медаль «За отличие в военной службе» III степени
- Медаль «200 лет Министерству обороны»
- Медаль «За отличие в учениях»
- Медаль «Участнику военной операции в Сирии»
- Медали СССР
- Медали РФ
- Премия «За вклад в развитие Отечества» от фонда «Почётный гражданин Отечества»[4]